# Museu Quinta das Cruzes
O Museu da Quinta das Cruzes é um museu de artes decorativas no Funchal, na ilha da Madeira. Foi oficialmente aberto ao público em 1953 com a denominação Casa-Museu de César Gomes.

## História
A Quinta das Cruzes situa-se no local da última residência de João Gonçalves Zarco (povoador da Madeira e primeiro capitão-donatário do Funchal), no século XV, que veio a ser aumentada pelo seu filho, João Gonçalves da Câmara.
O traçado atual da moradia resulta de grandes obras nos séculos XVIII e XIX. A quinta de cerca de um hectare conta com uma capela a Nossa Senhora da Piedade, de c. 1692, uma casinha de prazer e um jardim, que inclui um núcleo de objetos arqueológicos e um orquidário.
O edifício foi sede da Banda Filarmónica do Funchal (1929-33), consultório médico e fábrica de bordados (1945-48?), indústria relacionada com a última família proprietária da quinta.
A 19 de dezembro de 1946, o ourives César Filipe Gomes doa toda a sua coleção de arte e antiguidades à Junta Geral do Distrito Autónomo do Funchal com o fim explícito de ser criado um museu na Quinta das Cruzes. A Junta Geral inicia então o processo de negociações com os proprietários da casa, a qual viria a ser expropriada em 1948.
A 29 de dezembro de 1949 é inaugurada a primeira exposição na quinta: Exposição de Gravuras Antigas da Madeira, incluída no programa de festas de fim de ano e que compreendia 156 estampas e 80 gravuras avulsas dos séculos XVIII e XIX da vida e costumes regionais, organizados numa reconstituição da época, ao longo de seis salas. A exposição foi um sucesso, com 5000 visitantes.
O museu abriu ao público a 28 de maio de 1953 com o nome Casa-Museu César Gomes, reunindo a coleção de artes decorativas de Gomes. A comissão organizadora do museu reuniu personalidades destacadas madeirenses, como José Leite Monteiro, Frederico de Freitas, Ângelo Augusto da Silva, padre Eduardo Pereira, Basto Machado e João Maria Henriques. No mesmo ano, é inaugurada no museu uma mostra do pintor Francisco Maya.
Em 1966, João Wetzler legou ao museu a sua coleção de ourivesaria – nascido Hans Wetzler em Viena de Áustria, tinha vindo para a Madeira em 1939 enquanto refugiado da II Guerra Mundial, estabelecendo-se como antiquário.
As duas coleções particulares de Gomes e Wetzler constituem a base do museu e permitem a ambiência caseira que lhe preside.

## Acervo
As peças do museu datam de entre o século XV e a primeira metade do século XX.
A coleção de artes decorativas portuguesas e europeias, especialmente inglesas, foi enriquecida ao longo dos tempos com aquisições e doações. O acervo de artes decorativas inclui peças de mobiliário, ourivesaria, joalharia e cerâmica europeias e orientais.
Para além das artes decorativas, o museu possui coleções de escultura e epigrafia arqueológicas, objetos etnográficos, pintura e desenho. As esculturas e epigrafias estão integradas no jardim e provêm de demolições, sobretudo do Funchal, ao longo dos séculos XIX e XX, de construções do século XVI ao XIX.
São de destacar também o "orquestrofone", um instrumento musical mecânico de grandes dimensões, datado de 1900, situado nos jardins e que ainda toca regularmente; duas janelas de estilo manuelino que pertenciam ao Hospital da Santa Casa da Misericórdia do Funchal ("Hospital Velho") do início do século XVI; fontenários em fajoco, e um fresco datado de finais do século XVIII sobre um dos fontenários. Segundo a tradição, uma das pedras tumulares expostas no jardim era a de Henrique Alemão, um dos primeiros povoadores da ilha.

## Galeria

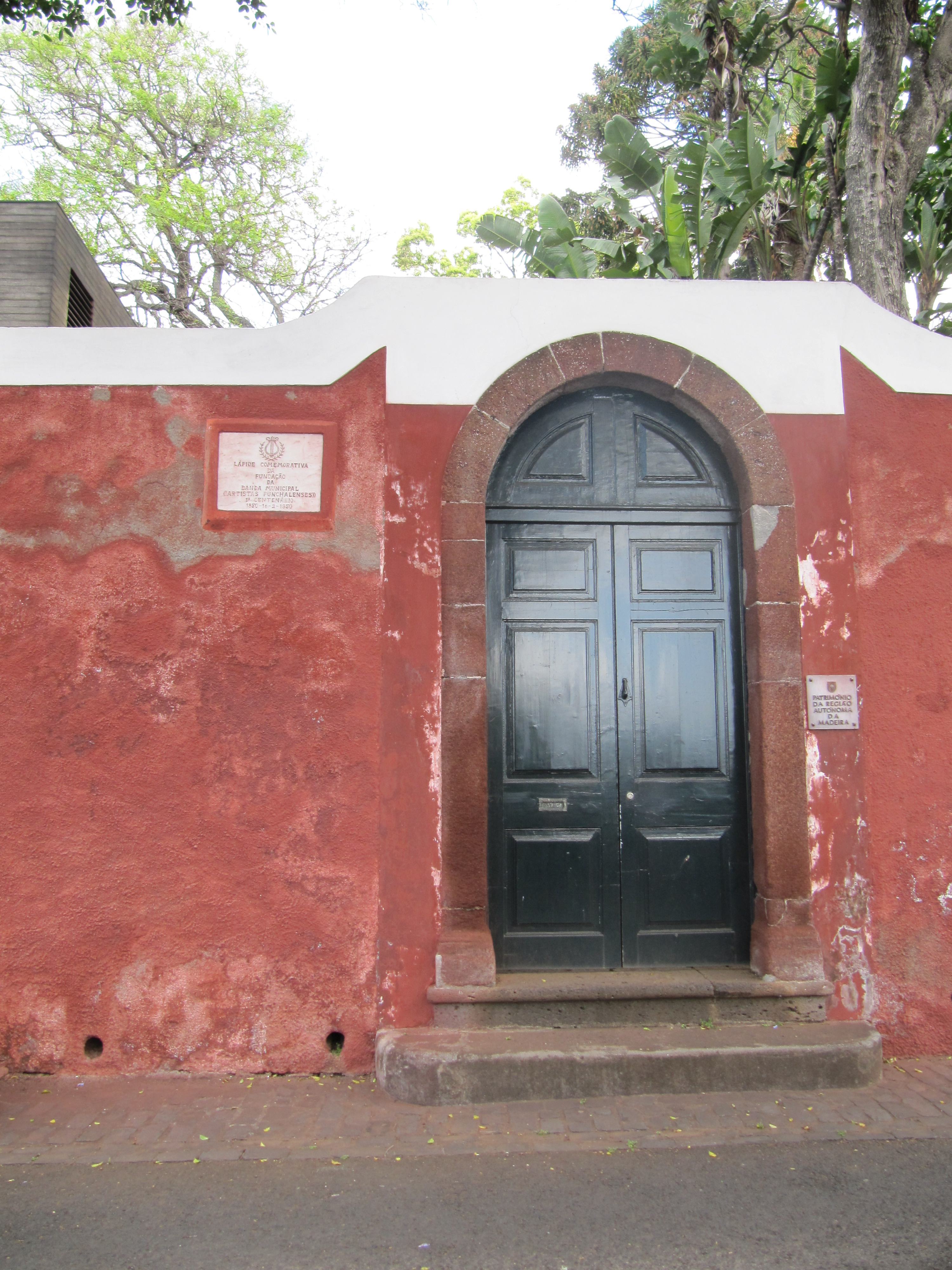
Muro sul da quinta
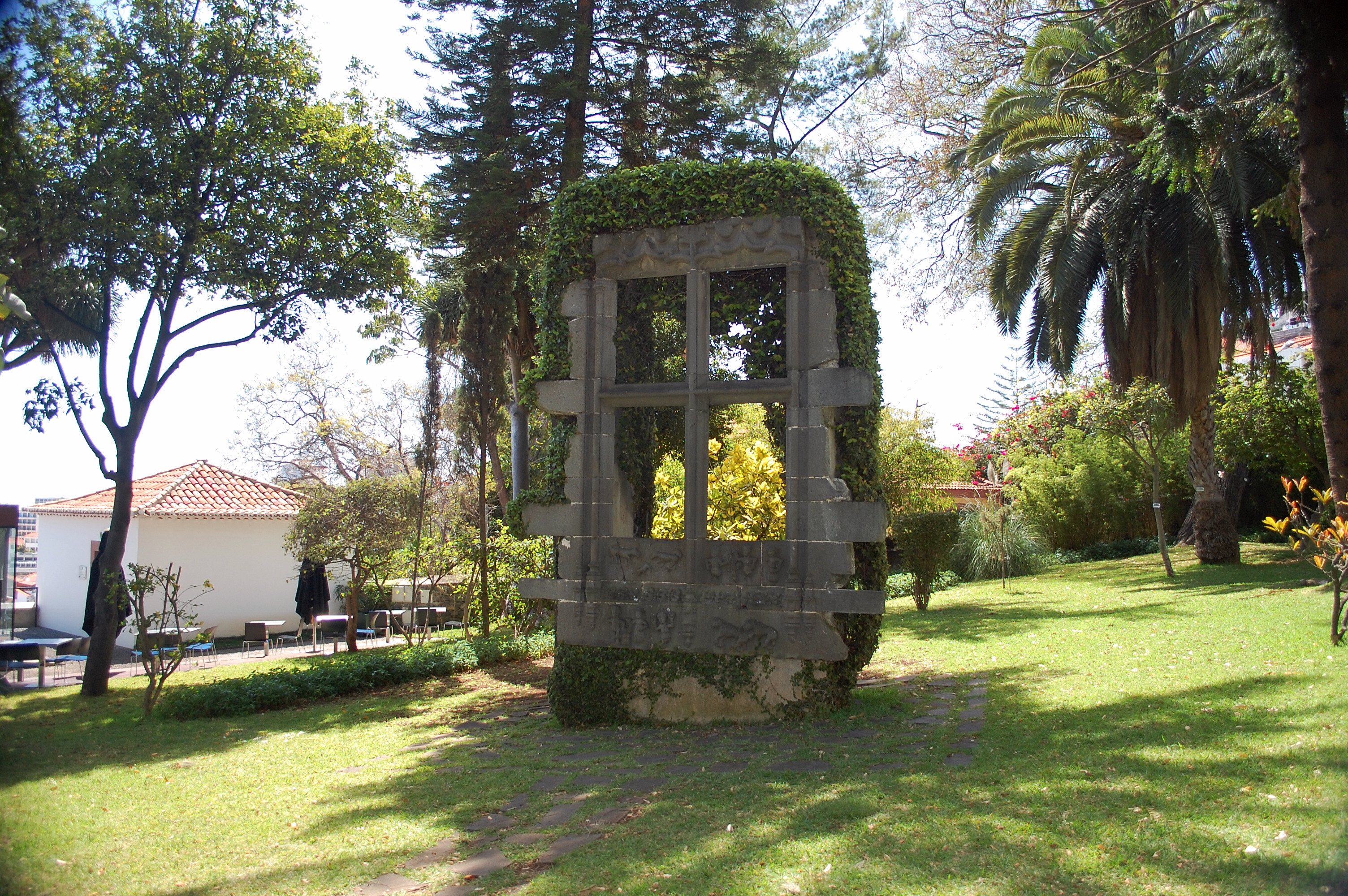
Janela manuelina da fachada do Hospital Velho do Funchal nos jardins do museu
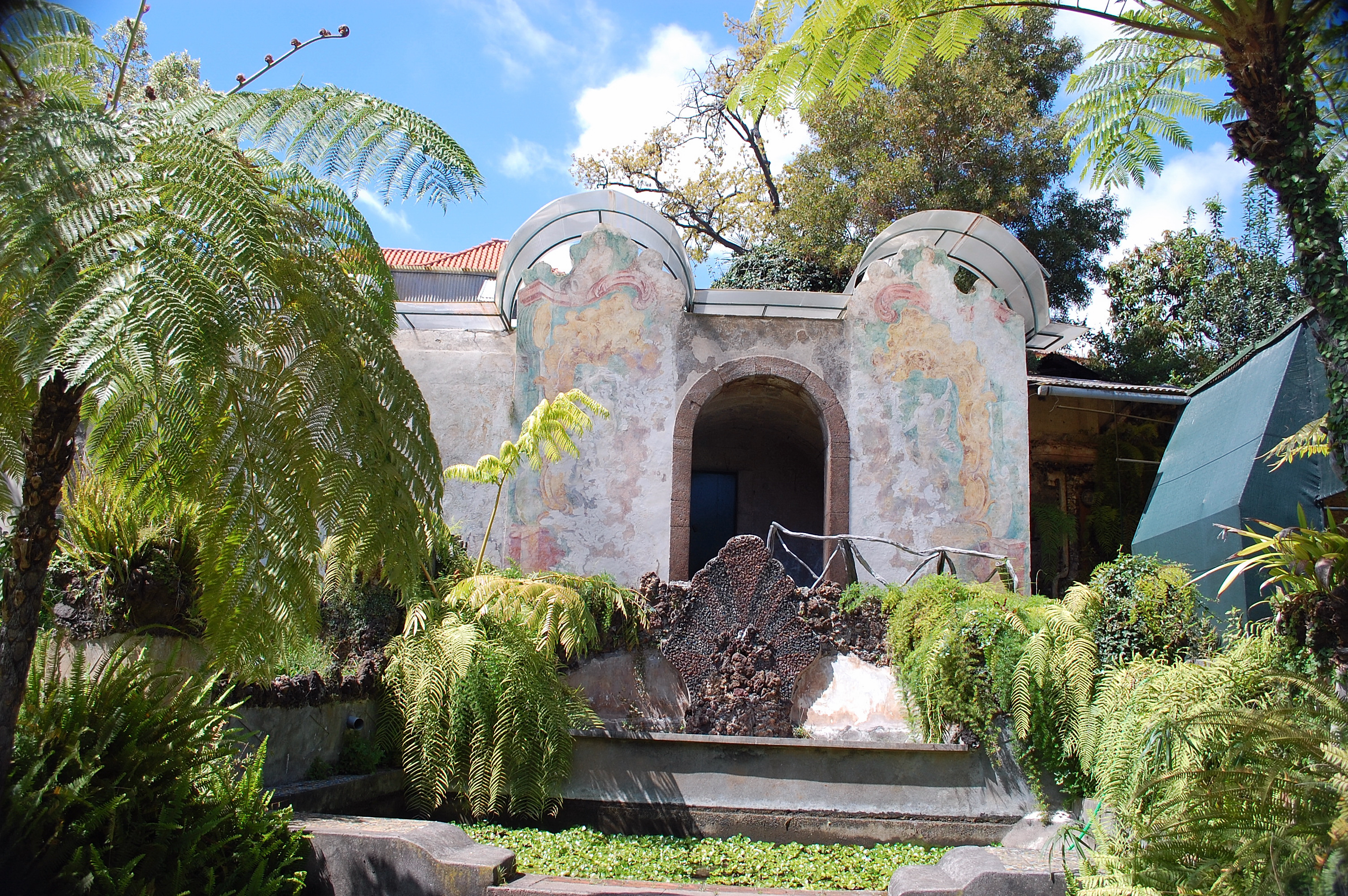
Fontenário em fajoco e fresco nos jardins do museu
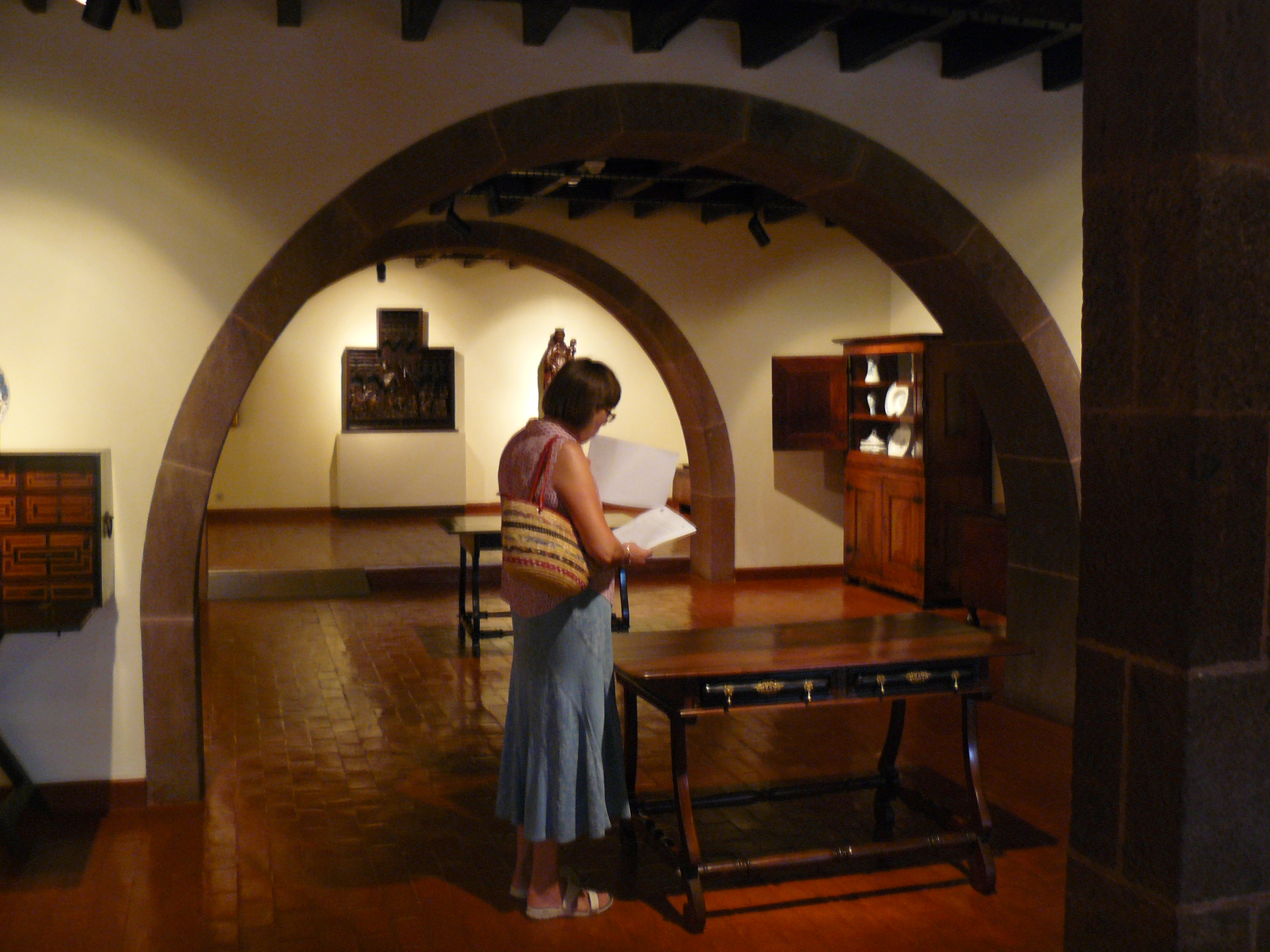
Interior do museu